# Evert Kroon
Evert Kroon   (Hilversum, 9 de setembre de 1946 - Hollandsche Rading, 2 d'abril de 2018) fou un waterpolista neerlandès que va competir durant les dècades de 1960 i 1970.
El 1968 va prendre part en els Jocs Olímpics d'Estiu de Ciutat de Mèxic, on fou setè en la competició del waterpolo. Quatre anys més tard, als Jocs de Munic, repetí la setena posició en la mateixa prova. Finalment, el 1976, a Montreal, disputà els seus tercers, i darrers Jocs Olímpics. En ells guanyà la medalla de bronze en la competició del waterpolo. En aquests darrers Jocs fou l'abanderat dels Països Baixos en la cerimònia de clausura dels Jocs.